# Agía Marína (ort i Grekland, Epirus, Thesprotia)
Agía Marína är en ort i Grekland.   Den ligger i prefekturen Thesprotia och regionen Epirus, i den västra delen av landet, 300 km nordväst om huvudstaden Aten. Agía Marína ligger 286 meter över havet och antalet invånare är 164.
Terrängen runt Agía Marína är kuperad. Runt Agía Marína är det ganska glesbefolkat, med 45 invånare per kvadratkilometer. Närmaste större samhälle är Igoumenitsa, 5,4 km nordväst om Agía Marína. 